# Die Gespenstersonate (Oper)
Die Gespenstersonate ist eine Kammeroper in drei Teilen von Aribert Reimann, der auch das Libretto zusammen mit Uwe Schendel nach August Strindbergs schwedischem Theaterstück Spöksonaten einrichtete. Die Uraufführung fand am 25. September 1984 durch die Deutsche Oper Berlin im Hebbel-Theater in Berlin statt.

## Handlung
Die folgende Inhaltsangabe basiert auf dem Videomitschnitt der Uraufführung und den Angaben in Wolfgang Burdes Reimann-Biografie. Die in kursiver Schrift gehaltenen Szenenanweisungen sind der Vorlage Strindbergs in der beim Projekt Gutenberg-DE veröffentlichten Übersetzung von Mathilde Mann entnommen.

### Erster Teil
Erdgeschoss und erstes Stockwerk der Vorderseite eines modernen Hauses, aber nur die Ecke des Hauses, die im Erdgeschoss mit einem runden Salon abschließt, im ersten Stockwerk mit einem Balkon und einer Flaggenstange. Durch das offene Fenster sieht man, wenn der Vorhang aufgeht, die weiße Marmorstatue einer jungen Frau, von Palmen umgeben, hell beleuchtet von Sonnenstrahlen. Im Fenster links sieht man Hyazinthen in Töpfen, blaue, weiße, rosa. Auf dem Geländer in der Ecke des Balkons, eine Treppe hoch, eine blauseidene Bettdecke und zwei weiße Kissen. Die Fenster links sind mit weißen Betttüchern verhängt. Es ist ein heller Sonntagmorgen. Im Vordergrund vor dem Hause steht eine grüne Bank. Rechts im Vordergrund ein Springbrunnen, links eine Anschlagsäule.
Zu Beginn der Oper sieht man den alten Direktor Jakob Hummel vor dem Haus im Rollstuhl Zeitung lesen. An einem Brunnen bittet der Student Arkenholz ein Milchmädchen um die Schöpfkelle. Sie ist ein Geist, den nur das Sonntagskind Arkenholz sehen kann. Der Student erzählt dem Mädchen, wie er in der vergangenen Nacht geholfen hat, die Opfer eines Hauseinsturzes zu versorgen. Hummel fragt sich, mit wem der junge Mann spricht. Von dem Unglück hat er aber gerade in der Zeitung gelesen und darin auch das Bild des Studenten gesehen. Da er ihm bekannt vorkommt, fragt er ihn nach seiner Familie. Es stellt sich heraus, dass Hummel und Arkenholz’ Vater einst in ein Spekulationsgeschäft verwickelt waren, durch das letzterer ruiniert wurde. Hummel fühlt sich daran allerdings völlig schuldlos und behauptet, er hätte durch Arkenholz’ Schuld selbst seine Ersparnisse verloren. Er bietet dem verarmten Studenten eine Stellung in seinem Haus an und stellt ihm dessen Bewohner und deren komplexes Beziehungsgeflecht vor: Der Oberst ist durch das Fenster zu sehen. Dessen Frau sei von ihm geschlagen worden, habe ihn verlassen und sei dennoch zurückgekehrt. Jetzt sitze sie als Mumie im Haus und verehre ihre eigene Statue. Die Tochter des Obersts wohne im Hyazinthenzimmer. Die alte Frau am Fenster sei einst seine (Hummels) Braut gewesen. Jetzt erkenne sie ihn nicht einmal mehr, obwohl sie sich täglich sehen. Sie habe eine Tochter von dem verstorbenen Konsul, die dort jetzt als Pförtnerin arbeite – die dunkle Dame. Diese sei mit dem noch verheirateten Schwiegersohn des Konsuls verlobt, der sich bald scheiden lassen wolle. Zu seinem Entsetzen erblickt Arkenholz jetzt den Geist des toten Konsuls. Nach einer getuschelten Mitteilung seines Dieners Johansson lässt sich Hummel von diesem um die Hausecke schieben, von wo er „die Armen“ belauschen will. Johansson informiert Arkenholz anschließend über die Grausamkeit seines Herrn, der seine Feinde töte und niemals vergeben könne. Er fühlt sich wie dessen Sklave. Der Alte hat inzwischen eine Gruppe von Bettlern um sich versammelt, die dem Studenten huldigen müssen. Arkenholz versteht das alles nicht.

### Zweiter Teil
Im Dunkeln erscheinen hinter einer Tapetentür die Umrisse der Mumie, die nach einem kurzen Monolog, einem ergänzten Gedicht Strindbergs über die Einsamkeit, wieder verschwindet.
Im runden Salon [des Obersts]; im Hintergrund weißer Ofen mit Stutzuhr und Kandelabern und einem Spiegel darüber; rechts Vorzimmer mit der Perspektive in ein grünes Zimmer mit Mahagonimöbeln; links steht die Statue, von Palmen beschattet, kann mit, einem Vorhang verhüllt werden; links im Hintergrund Tür nach dem Hyazinthenzimmer, wo das Fräulein sitzt und liest. Man sieht den Rücken des Obersten, der im grünen Zimmer sitzt und schreibt.
Johansson und Bengtsson, der Diener des Obersts, bereiten das von ihnen „Gespenstersouper“ genannte Treffen der alten Hausbewohner vor, das diese seit zwanzig Jahren regelmäßig abhalten, um schweigsam oder über Belanglosigkeiten plaudernd Gebäck zu knabbern. Bengtsson weist Johansson auf die Frau des Obersts hin, die wegen ihrer Lichtempfindlichkeit in der Garderobe haust, wie eine Mumie aussieht und sich für einen Papagei hält. Diese kommt kurz aus ihrer Kammer, plappert wie ein Papagei und trägt dann den Originaltext ihres vorigen Monologs in schwedischer Sprache vor. Zu diesem Treffen erscheint uneingeladen auch Hummel. Die Mumie, seine einstige Geliebte Amalie, stellt ihn zur Rede. Sie teilt ihm mit, dass sie ihrem Mann bereits alles über ihre Beziehung erzählt habe, und will wissen, warum er ihre Tochter Adele, die in Wirklichkeit sein Kind ist, mit dem Studenten verkuppeln wolle. Hummel versichert ihr, dass Arkenholz durch ihn bald reich sein werde. Amalie wirft Hummel seine Verbrechen vor. Der rechtfertigt sich damit, dass er sich rächen musste, weil der Oberst seine Braut verführt habe.
Der Oberst tritt ein und kommt sofort zur Sache: Hummel hat seine sämtlichen Schuldscheine aufgekauft, und er will wissen, was er damit vorhat. Der Alte verlangt, von nun an jederzeit in das Haus gelassen zu werden, das jetzt eigentlich ihm gehöre. Bengtsson müsse entlassen werden. Außerdem kann Hummel beweisen, dass der Oberst seinen Adelstitel erschwindelt und seinen militärischen Rang längst verloren hat. Er sei einst „Lakai“ und „Schmarotzer“ einer „gewissen Küche“ gewesen. Vorerst will Hummel dies jedoch für sich behalten. Der Oberst begrüßt den nun eintreffenden Studenten und die anderen Gäste und stellt sie einander vor: seine Tochter (die immer im Hyazinthenzimmer sitzt), Fräulein Holsteinkrona (Hummels einstige Verlobte), Baron Skansorg (ein Juwelendieb) und die Mumie. Während die anderen schweigen, hält Hummel einen Monolog, in dem er seine „Mission in diesem Haus“ erläutert: Er wolle „das Unkraut“ ausjäten, das „Verbrechen“ enthüllen und seiner Tochter, die hier keine Luft bekomme, einen Neuanfang ermöglichen. Sobald die Uhr schlage, sei die Zeit der anderen um. Er schlägt mit seiner Krücke auf den Tisch. Da erhebt sich die Mumie und erklärt, dass sie die Zeit aufhalten könne. Auch Hummel selbst sei ein Verbrecher, ein „Menschendieb“, der sie mit falschen Versprechungen „gestohlen“ und den Konsul persönlich ermordet habe, um ihm seine Schuldscheine abzunehmen. Er habe auch den Studenten durch falsche Behauptungen über dessen Schulden „gestohlen“. Über ein weiteres Verbrechen Hummels wisse Bengtsson besser Bescheid. Der Diener enthüllt, dass Hummel zwei Jahre lang wie ein Schmarotzer in seiner Küche gelebt habe. Auch habe er das Milchmädchen aufs Eis gelockt und ermordet, da es Zeuge eines seiner Verbrechen war. Die Mumie befiehlt ihm, die Schuldscheine und das Testament herauszugeben, in ihren Wandschrank zu gehen und sich dort zu erhängen. Der Alte gehorcht, und die Mumie verschließt die Tür hinter ihm: „Es ist vollbracht! Gott sei seiner Seele gnädig!“

### Dritter Teil
Ein Zimmer in etwas bizarrem Stil, orientalischen Motiven. Überall Hyazinthen in allen Farben. Auf dem Ofen sitzt ein großes Buddhabild mit einer Blumenzwiebel zwischen den Knien, aus der der Stängel einer Askalonzwiebel emporgeschossen ist, den kugelförmigen Blütenstand mit den weißen Sternblumen tragend. Im Hintergrunde rechts eine Tür nach dem runden Salon: dort sieht man den Obersten und die Mumie beschäftigungslos und stumm sitzen, nur ein Stück des Totenschirms ist sichtbar; links eine Tür nach der Anrichte und der Küche.
Adele trägt ein Gedicht Strindbergs über den „Verborgenen“ (Gott), die Güte und die Vergebung vor. Der Student unterhält sich mit ihr über die Blumen, die sie seit ihrer Kindheit liebt, obwohl sie ihre Liebe nicht erwidern und sie sich von ihrem Duft betäubt fühlt. Arkenholz erzählt ihr das Geheimnis der Blumen: „Die Wurzelscheibe, die auf dem Wasser ruht, ist die Erde; der Stängel steigt empor, gerade wie die Weltachse, an seinem oberen Ende sitzen die sechsstrahligen Sternenblüten.“ Adele ergänzt den Bezug zu den Sternen: „Der Sirius, gelb und rot, ist die Narzisse mit ihrem gelben und roten Kelch und den sechs weißen Strahlen.“ Beide erkennen, dass sie einen gemeinsamen Gedanken teilen. Doch als der Student sie fragt, ob sie seine Braut sein wolle, bittet Adele um Aufschub und Geduld.
Die Köchin erscheint in der Tür und singt ihr Vampirlied: „Sie saugen, sie saugen den Saft aus uns und wir aus ihnen.“ Adele fürchtet sie, weil sie zur „Vampirfamilie Hummels“ gehöre und sie auffresse. Obwohl sie ihren Gerichten alle Kraft entziehe, sei es nicht möglich, sie zu entlassen, den sie sei eine der Prüfungen im Haus. Der Student erläutert ihr seine Lehre aus seiner eigenen von Irrtümern und Täuschungen durchsetzten Geschichte: „Durch zu langes Schweigen bildet sich stillstehendes Wasser, das fault, und so ist es hier im Hause auch.“ Er habe das Haus zuerst für ein Paradies gehalten, doch der Oberst war nicht echt und sein vermeintlicher Wohltäter entpuppte sich als Verbrecher: „Wo gibt es Wahrheit? Wo gibt es Glauben? Wo findet man das, was hält, was es verspricht?“ Er vermutet, dass Adele ihn nicht heiraten wolle, „weil Sie krank sind am Quell des Lebens“. Sie entgegnet verzweifelt: „Wehe! Wehe über uns alle. Erlöser der Welt, erlöse uns, wir vergehen!“ Sie bricht wie tot zusammen. Arkenholz singt ihr als Nachruf ein Schlaflied: „Und wenn du dann wieder erwachst, möge dich eine Sonne grüßen, die nicht brennt.“ Ein weißes Licht füllt das Zimmer. Zum Abschluss wiederholt Arkenholz Adeles Lied vom Beginn des dritten Teils: „Die Sonne sah ich. So mir schien es, da ich schaute den Verborgnen.“

## Gestaltung

### Orchester
Die kammermusikalische Besetzung der Oper enthält die folgenden Instrumente:
- Holzbläser: Flöte (auch Piccoloflöte und Altflöte), Oboe (auch Englischhorn), Klarinette (auch Bassklarinette), Fagott (auch Kontrafagott)
- Blechbläser: Horn, Trompete
- Harfe
- Klavier (Harmonium)
- Streicher (solistisch): Violine, Bratsche, Violoncello, Kontrabass

### Musik
Nach dem Erfolg seiner großen Oper Lear wusste Reimann, dass er in seinem nächsten Bühnenwerk einen anderen Ansatz wählen musste. Er selbst schrieb dazu: „Ich musste ins Extrem gehen – so, wahrscheinlich, wie mein ganzes Leben verläuft – und dieses Extrem war für mich der Zwang, mich zu reduzieren. Und zwar so zu reduzieren, dass eigentlich nur noch das Skelett übrig bleibt und die Konzentration so stark ist, dass eigentlich jedes Beiwerk fallen muss.“:302
Die drei Akte verband Reimann durch Verwandlungsmusiken, da er das Werk als zäsurlose Kammeroper konzipierte.:302f
Am Anfang sind zwei musikalische Strukturen übereinander gelagert. Bläser-Tremoli nehmen die Musik der alten Gäste des Gespenstersoupers im zweiten Teil vorweg. Ihnen gegenübergestellt sind komplexe Klänge der Solostreicher mit einer vierteltönigen im Flageolett gespielten Melodie des Cellos. Die vierteltönige Kompositionsweise hatte Reimann bereits in einigen vorangegangenen Werken erprobt. Hier nun wird sie zum bestimmenden musikalischen Mittel. Sie steht für die „jenseitige Welt“, in der es Reimann zufolge weder Dur noch Moll gebe. Diese Zwischenstimme ist immer dem Violoncello zugewiesen. Derartig verfremdete Akkorde kommen auch am Anfang des dritten Teils vor, als würden sie darauf hinweisen, dass Adele schon zur jenseitigen Welt gehört.:306ff
Reimann sah dieses Werk weniger als „Oper mit Instrumenten“, sondern im Gegenteil als „ein Stück Kammermusik mit Gesang“, ein „Ensemblestück für zwölf Spieler“, bei dem jedes Instrument „genauso wichtig wie die Sänger“ sei, jedoch „ohne den theatralischen Hintergrund“.:311
Die einzelnen Szenen charakterisiert Reimann im Wesentlichen mit Hilfe einer instrumentalen Grundfarbe einschließlich typischer Motive und einer bestimmten Satzstruktur. Diese wird nach Bedarf kleinteilig charakteristisch eingefärbt. Zugleich sind auch einzelnen Figuren oder Milieus typische Instrumentalfarben zugewiesen. Für das Alter stehen „punktuelle Klavieraktionen“, für das „verstaubte Milieu“ der alten Dame ein Harmonium-Cluster.:313 Auch beim Eintritt der Mumie erklingt der „marode, plüschig-gesättigte Klang“ dieses Instruments.:316
Jede Partie wird auf ihre eigene spezifische Weise gesungen, da „jeder […] sein eigenes Psychogramm [hat], seine ihm eigene Art sich zu äußern. Das muss in der Strukturentwicklung der Singstimme angelegt sein, ebenso das musikalische Umfeld, das die betreffende Person umgibt.“ Die extrem hohe und mit Koloraturen durchsetzte Partie des Studenten weist Reimann zufolge auf dessen besondere Fähigkeit hin, in die jenseitige Welt zu schauen. Der Stimmcharakter des Alten, ein Bassbariton, zeigt dessen aggressive Lebenshaltung. Die Unseriösität des Obersts hingegen wird durch seine operettenhafte Charaktertenor-Partie entlarvt.:317 Ihm ist als Instrument die Trompete zugewiesen, die seiner Illusion einer militärischen Karriere entspricht. Eine Flöte umspielt das vom Lügengespinst der anderen umwobene zerbrechlich wirkende Fräulein.
Der Monolog der Mumie zu Beginn des zweiten Teils wird von einem in hoher Lage spielenden Kontrabass begleitet, der die Angespanntheit ihres inneren Zustands darstellen soll. Reimann konzipierte ihre Alt-Partie im Wesentlichen als Sprechrolle, „weil sie nämlich die einzige ist im ganzen Stück, die die Wahrheit spricht und den Alten entlarvt. […] Sie kann nicht singen wie der Alte, sonst wäre sie nicht in dieser Funktion.“ Nur in dem Moment, bevor sie den Alten anschreie, steigere sie sich so hinein, dass sie wieder „in das alte Singen“ ihrer Jugend verfalle. Ihr Lied am Anfang, „das sie seit 40 Jahren ununterbrochen singt“, stehe „außerhalb ihrer Rolle“.:317
Für das Lied am Anfang des dritten Teils verwendete Reimann eine eigene Übersetzung, da ihm die ältere Übertragung zu ungenau schien. Anders als in Vorlage wird es hier nicht vom Studenten, sondern von Adele gesungen.:321

## Werkgeschichte
Aribert Reimanns Kammeroper Die Gespenstersonate entstand 1982/1983 im Auftrag der Berliner Festspiele GmbH. Das Libretto basiert auf August Strindbergs schwedischem Kammerspiel Spöksonaten, das der Komponist zusammen mit Uwe Schendel ins Deutsche übersetzte und für die Musik einrichtete. Seine Fassung folgt im Wesentlichen der dramatischen Struktur der Vorlage. Im zweiten Teil ergänzte er ein Gedicht Strindbergs. Außerdem straffte er den Text und veränderte ihn an manchen Stellen. Die Dialogtexte ordnete er teilweise anderen Personen zu. Davon betroffen ist beispielsweise der Dialog zwischen Adele und Arkenholz im dritten Teil.:302 Nach seiner Oper Ein Traumspiel von 1964 ist dies bereits Reimanns zweite Vertonung eines Strindberg-Dramas.:301 Die Partien schrieb er den Sängern der Uraufführung, darunter besonders der Darstellerin der Mumie, Martha Mödl, auf den Leib, indem er mit dem Ensemble zeitweilig „im Geiste gelebt“ hatte.
Die Uraufführung durch die Deutsche Oper Berlin fand am 25. September 1984 im Rahmen der Berliner Festwochen 1984 im Hebbel-Theater statt. Friedemann Layer leitete das Ensemble Modern und die Junge Deutsche Philharmonie. Die Inszenierung stammte von Heinz Lukas-Kindermann, Kostüme und Bühnenbild von Dietrich Schoras. Es sangen Hans Günter Nöcker (Alter, Direktor Hummel), David Knutson (Student Arkenholz), Horst Hiestermann (Oberst), Martha Mödl (Mumie), Gudrun Sieber (Fräulein), Donald Grobe (Johansson), William Dooley (Bengtsson), Barbara Scherler (dunkle Dame) und Kaja Borris (Köchin). Kritiker bewerteten die Oper anschließend als Reimanns bislang bestes Musiktheaterstück.
Die mit geringem Aufwand aufzuführende Kammeroper zählt zu den meistgespielten Werken des Komponisten. Die Website des Verlags Schott Music nennt die folgenden Produktionen (Stand vom Oktober 2021):
- 30. September 1984: Stuttgart, Württembergische Staatsoper, Kammertheater – Dirigent: János Kulka
- 17. November 1984: Hamburgische Staatsoper, Opera Stabile – Dirigent: Manfred Schandert
- 16. April 1985: Wiener Konzerthaus – österreichische Erstaufführung; Dirigent: Peter Lacovich
- 28. April 1985: Berlin, Hebbel-Theater – Dirigent: Friedemann Layer
- 16. November 1985: Kopenhagen, Musikdramatisk Teater – dänische Erstaufführung; Dirigent: Fleming Vistesen
- 26. Januar 1986: Oper Köln, Opernstudio – Dirigent: Antony Beaumont
- 15. März 1986: Hannover, Niedersächsische Staatstheater – Dirigent: Knut Mahlke
- 29. Mai 1986: Osnabrück, Studio-Oper im emma-theater – Dirigent: Urs Borer
- 6. Februar 1987: Zürich, Studiobühne Opernhaus – schweizerische Erstaufführung; Dirigent: Brenton Langbein / Josef Hasselbach
- 12. Januar 1989: Städtische Bühnen Münster – Dirigent: Hiroshima Kodama
- 10. Februar 1989: München, Prinzregententheater / Bayerische Staatsoper – Dirigent: Mats Liljefors
- 28. Februar 1989: London, Queen Elizabeth Hall – britische Erstaufführung, London Sinfonietta – Dirigent: Paul Daniel
- 25. Juli 1990: San Francisco, Theatre Artaud – amerikanische Erstaufführung; Dirigent: Patrick Summers
- 14. März 1992: Theater im Künstlerhaus Wien – Dirigent: Shao-Chia Lü
- 20. März 1992: Oper Bonn – Dirigent: Neville Dove
- 14. Februar 1998: Strasbourg, Opéra du Rhin – französische Erstaufführung; Dirigent: Olivier Dejours
- 7. Mai 1999: Staatstheater Braunschweig – Dirigent: Alexander Winterson
- 11. November 1999: Mecklenburgisches Staatstheater Schwerin – Dirigent: Stefan Malzew
- 18. Oktober 2000: Berlin, Hebbel-Theater – Dirigent: Rüdiger Bohn
- 11. November 2000: Stockholm, Kungliga Operan – schwedische Erstaufführung; Dirigent: Stefan Solyom
- 4. Oktober 2002: Tiroler Landestheater Innsbruck, Kammerspiele – Dirigent: Leif Klinkhardt / Dorian Keilhack
- 27. Oktober 2002: Theater Heidelberg – Dirigent: Michael Klubertanz
- 22. Februar 2008: Hamburgische Staatsoper, Opera stabile – Dirigent: Christoph Stöcker
- 13. Februar 2010: Wiener Kammeroper – Dirigent: Daniel Hoyem-Cavazza
- 26. Januar 2014: Frankfurt/Main, Bockenheimer Depot – Dirigent: Karsten Januschke
- 27. Mai 2014: Genf, Studio Ernest Ansermet – Ensemble Contrechamps; Dirigent: Johannes Kalitzke
- 25. Juni 2017: Berlin, Staatsoper im Schillertheater, Werkstatt – Dirigent: Michael Wendeberg
- 11. September 2019: Sydney, The Opera Centre – australische Erstaufführung; Dirigent: Warwick Stengards
- 25. September 2019: Melbourne, Coopers Malthouse, Merlyn Theatre – Dirigent: Warwick Stengards
- 21. Mai 2021: Theater Lübeck – Dirigent: Andreas Wolf

## Aufnahmen
- 25. September 1984 – Friedemann Layer (Dirigent), Heinz Lukas-Kindermann (Inszenierung), Dietrich Schoras (Bühne und Kostüme), Junge Deutsche Philharmonie, Ensemble Modern.
 Hans Günter Nöcker (Alter, Direktor Hummel), David Knutson (Student Arkenholz), Horst Hiestermann (Oberst), Martha Mödl (Mumie), Gudrun Sieber (Fräulein), Donald Grobe (Johansson), William Dooley (Bengtsson), Barbara Scherler (dunkle Dame), Kaja Borris (Köchin).
 Video; Aufzeichnung der Uraufführung im Hebbel-Theater Berlin.
 Arthaus Musik.[8]
- 10. Februar 1988 – Mats Liljefors (Dirigent), Bayerisches Staatsorchester München.
 Hans Günter Nöcker (Alter, Direktor Hummel), Kenneth Garrison (Student Arkenholz), Georg Paskuda (Oberst), Martha Mödl (Mumie), Maria Husmann (Fräulein), Claes-Håkan Ahnsjö (Johansson), Hans Wilbrink (Bengtsson), Helena Jungwirth (dunkle Dame und Köchin).
 Live aus dem Prinzregententheater in München.[9]:15040
- 21./22. Oktober 2000 – Rüdiger Bohn (Dirigent), Sabrina Hölzer (Inszenierung), Orchester der Zeitgenössischen Oper Berlin.
 Adalbert Waller (Alter, Direktor Hummel), Christian Baumgärtel (Student Arkenholz), Günther Neubert (Oberst), Martha Mödl (Mumie), Malin Byström (Fräulein), Tom Allen (Johansson), Viktor Lederer (Bengtsson), Lori Liebelt (dunkle Dame), Cornelia Dietrich (Köchin), Luisa Lossau (Milchmädchen), Ingrid von Bothmer (Portiersfrau), Hubertus Durek (Toter, Konsul), Kurt Radeke (Baron Skansorg), Doris Egbring-Kahn (Fräulein Holsteinkrona).
 Live aus Berlin.[9]:15041